# 浦添反物商毒殺事件
浦添反物商毒殺事件（うらそえたんものしょうどくさつじけん）とは、1967年9月22日にアメリカ占領下の沖縄の浦添村（現浦添市）で発生した殺人事件。

## 事件の概要
1967年9月22日から反物商が行方不明になり、家族から琉球警察に捜索願が出されていた。反物商は他人から預かった大金を持ったまま行方をくらませたため、持ち逃げ事件として捜査を開始した。
9月29日、密航を企てて名護警察署に逮捕された男が、この反物商から金を持ち逃げされたと名乗り出たため、身柄を那覇警察署に移して取り調べた。訊問を続けているうちに、この男の供述が二転三転することから、反物商の失踪について何らかの事情を知っているものと睨んだ。
そして、青酸カリを所持しているという決定的な証拠が出たことにより、犯人は遂に観念し強盗殺人を自白した。

## 事件の動機
犯人は、被害者の反物商と一緒に米軍物資のブローカーをやっていた。犯人は「払い下げ物資がある」と反物商からお金を騙し取った。反物商は、その物資の引渡しを求めていた。
9月22日に反物商を呼び出し、車内で青酸カリを無理やり飲ませて毒殺、1万2000ドルを奪い逃走した。反物商の遺体は那覇空港近くに埋めた。

## 裁判
翌年4月19日、犯人に対して死刑の判決が言い渡された。